# Jhoan Hernández
Jhoan Hernández Mejía (ur. 20 lutego 2006 w Lloró) – kolumbijski piłkarz występujący na pozycji lewego obrońcy, od 2023 roku zawodnik Millonarios.